# Maxi-Yacht
Unter einer Maxi-Yacht versteht man eine große, sportlich ausgelegte Segelyacht mit einer Bootslänge über alles von 70 Fuß (ca. 21 m) oder mehr.
Maxi-Yachten sind in der Regel individuelle Einzelbauten/Einzelanfertigungen und vom Yachtkonstrukteur auf die Wünsche des Eigners zugeschnitten; bekannte Konstrukteure sind Olin Stephens vom Konstruktionsbüro Sparkman & Stephens, Bruce Farr, German Frers und Ron Holland. Eine Maxi-Yacht ist entweder sportlich für Regattazwecke oder für längere Törns mit Fahrgästen ausgelegt. Nicht zu verwechseln sind Maxi-Yachten mit Maxi Yachts, einem schwedischen Hersteller von Fahrtenyachten.
Der Uhrenhersteller und Sponsor Rolex veranstaltet eine Regattaserie für Maxi-Yachten, den Maxi-Yacht-Rolex-Cup.
Eine besondere Segelklasse ist oberhalb der Maxi-Yachten angesiedelt, die Super-Maxi-Klasse. Diese Segelyachten haben eine Länge über alles (Lüa) von über 100 Fuß.

## Auswahl bekannter Maxi-Yachten
- Boomerang
- Kialoa I bis V (Eigner: Jim Kilroy, USA)
- Ondine VIII
- Matador
- Condor of Bermuda
- PK Boo II, (ex. Chrismi II)
- Il Moro di Venezia I, II und III
- Rebecca
- Morning Glory (Eigner: Hasso Plattner, SAP)
- Drum
- Black Dragon (Eigner: Otto Happel, Hamburg)
- Y3K (Wally Yachts) (Eigner: Claus-Peter Offen, Hamburg)
- Alexia
- Favonius
- Skandia
- Principessa va via (Eigner: Silvio Berlusconi)
- San Maurizio (Eigner: Silvio Berlusconi)
- Sweet Dragon (Eigner: Silvio Berlusconi)
- All Smoke (Eigner: Günter Herz, Hamburg)
- UCA (Eigner: Klaus Murmann, Kiel)
- Zephyrus
- Rambler (Eigner: George David, USA)
- Magic Carpet 2
- Fisher&Paykel (Eigner Joaquin Quiroga, Spanien)

## Bekannte Super-Maxi-Yachten
- Alfa Romeo (Lüa: 100 Fuß) (Eigner: Neville Crichton, NZL)
- Wild Oats XI (Lüa: 100 Fuß) (Eigner: Bob Oatley, AUS) nahezu baugleich mit Alfa Romeo
- Eleonora (Lüa: 161 Fuß) (Replika der Big-Class-Yacht Westward)
- Mirabella V (Lüa: 247 Fuß, 75,3 m)
- Morning Glory, (Lüa: 26,2 m)
- Phocea, ex Club Méditerranée (Lüa: 247 Fuß, 75,3 m)